# Episodi di Sissi (serie televisiva 2021) (quarta stagione)
La quarta stagione della serie televisiva Sissi (Sisi), composta da 6 episodi, è stata distribuita in Germania sul servizio di streaming RTL+ il 1º dicembre 2024 e trasmessa sulla rete televisiva RTL il 15 e il 16 dicembre 2024.
In Italia la stagione è andata in onda in prima serata su Canale 5 il 5 e il 6 agosto 2025 con il titolo di Sissi - Atto finale.
| n° | Titolo originale | Titolo italiano | Pubblicazione Germania | Prima TV Italia |
| -- | ---------------- | --------------- | ---------------------- | --------------- |
| 1  | Episode 1        | Episodio 1      | 1º dicembre 2024       | 5 agosto 2025   |
| 2  | Episode 2        | Episodio 2      | 1º dicembre 2024       | 5 agosto 2025   |
| 3  | Episode 3        | Episodio 3      | 1º dicembre 2024       | 5 agosto 2025   |
| 4  | Episode 4        | Episodio 4      | 1º dicembre 2024       | 6 agosto 2025   |
| 5  | Episode 5        | Episodio 5      | 1º dicembre 2024       | 6 agosto 2025   |
| 6  | Episode 6        | Episodio 6      | 1º dicembre 2024       | 6 agosto 2025   |

## Episodio 1
- Titolo originale: Episode 1
- Diretto da: Sven Bohse e Miguel Alexandre
- Scritto da: Andreas Gutzeit, Elena Hell e Robert Krause

### Trama
Sissi ha un incidente a cavallo a Corfù; al risveglio, inizialmente non sente più le gambe. Il fratello di Sissi, Ludovico, noto in famiglia come "Louis", è fidanzato con la cantante borghese Henriette Mendel. Suo padre, Max, gli dà la benedizione per la relazione. Quando Max riceve la notizia dell'incidente di Sissi, viene colpito da un infarto al Castello di Possenhofen. Per impedire a Sissi di riprendersi, Franz le tiene nascosto che suo padre sta morendo.
Dopo il funerale di Max, Sissi si reca a Possenhofen, dove apprende che suo padre ha perso la tenuta di famiglia a causa del fantino Georg Basselet von La Rosée in una corsa di cavalli. Georg era nato al castello di Possenhofen e Max aveva acquistato il castello da Basselet von La Rosée prima della nascita di Sissi. Il nuovo proprietario concede agli attuali residenti tre mesi di tempo per lasciare il castello. Sissi e suo fratello Louis nascondono alla duchessa Ludovika in Baviera sia il suo fidanzamento con il popolano Mendel sia la richiesta di sfratto di Basselet von La Rosée.
La sorella di Sissi, Sofia Carlotta, è innamorata di Re Ludovico, ma Ludovika si oppone a una relazione tra i due, credendo che Re Ludovico sia un satiro. Anche l'arciduchessa Sofia è convinta che Re Ludovico non sposerà mai Sofia Carlotta. Sissi chiede a George una rivincita all'Oktoberfest e offre mezzo milione di fiorini, il doppio del valore del Castello di Possenhofen. George accetterà solo se l'imperatrice stessa salirà a cavallo.
- Ascolti Italia: telespettatori 1 684 000 – share 15,50%[6].

## Episodio 2
- Titolo originale: Episode 2
- Diretto da: Sven Bohse e Miguel Alexandre
- Scritto da: Andreas Gutzeit, Elena Hell e Robert Krause

### Trama
Giorgio e Sissi stanno organizzando una corsa di cavalli sul Theresienwiese, due giri di 1 000 metri ciascuno. Ludovika si aspetta che la caposcuderia Linda si dimetta perché, dopo la morte di Max, il loro accordo non è più valido. Un anello di Ludovika dovrebbe dare a Linda un nuovo inizio nella vita. L'arciduchessa Sofia, d'altra parte, consiglia a Ludovika di tenere stretti i suoi amici e ancora di più i suoi nemici, e di non mandare via Linda.
Alla partenza da Possenhofen, Franz le chiede di non cavalcare, almeno finché non si sarà ripresa. Sofia Carlotta ascolta di nascosto una conversazione tra i suoi fratelli, Louis e Sissi, che discute della corsa di cavalli pianificata e della scommessa. In cambio del suo silenzio, chiede a Louis di aiutarla a conquistare Re Ludovico.
Dopo la scomparsa della direttrice di scuderia Linda, Ludovika sostiene di aver rubato i soldi dalla cassa. Louis invita la madre all'opera per la prima di "La Valchiria" con Henriette Mendel nel ruolo principale, dove spera di presentarla alla sua promessa sposa. Sissi si mette sulle tracce di Linda, che si ritrova incapace di controllare il suo cavallo da corsa, Avalon, senza di lei.
Luigi riceve un'offerta per diventare Ministro della Giustizia. Per riuscirci, tuttavia, deve convincere il Ministro Maillinger e, su suggerimento di Re Ludovico, corteggiare sua figlia Katharina. Louis consegna a Re Ludovico una lettera d'amore di Sofia Carlotta, che la invita a una serata a Nymphenburg. All'opera, Luigi e Ludovika incontrano il Ministro Maillinger e sua figlia, vanificando così l'incontro originariamente previsto tra Henriette e Ludovika. Più tardi, anche Re Ludovico appare all'opera, accompagnato da Sofia Carlotta. Ludovika sviene e lo spettacolo viene interrotto.
Sissi riesce a rintracciare la responsabile della scuderia Linda, dalla quale apprende di essere la figlia illegittima di Max e quindi la sorellastra di Sissi.
- Ascolti Italia: telespettatori 1 684 000 – share 15,50%[6].

## Episodio 3
- Titolo originale: Episode 3
- Diretto da: Sven Bohse e Miguel Alexandre
- Scritto da: Andreas Gutzeit, Elena Hell e Robert Krause

### Trama
Re Ludovico vuole che Sofia Carlotta venga rinchiusa nel convento femminile di Frauenwörth, così da poter dimenticare il cugino, re Ludovico. L'arciduchessa Sofia propone diverse alternative per il matrimonio di Sofia Carlotta, tra cui Giorgio Basselet di La Rosée. Sofia Carlotta incontrerà le prescelte a un ricevimento a Possenhofen.
Indossando un corsetto rinforzato per proteggere le vertebre lombari, Sissi inizia ad allenarsi per la corsa dei cavalli. La sorellastra Linda torna per allenarsi e chiede 2 000 fiorini per sei settimane fino alla gara. In seguito, il cavallo da corsa Avalon sarà suo se Sissi vincerà la corsa.
Henriette rompe il fidanzamento dopo essere stata piantata in asso alla première. Crede che lei e Louis vivano in due mondi diversi e Henriette non vuole rinunciare alla sua carriera.
Re Ludovico invita Luigi e Katharina, figlia del ministro Mallinger, a un ricevimento. Ludovico fa visita a Henriette all'opera e le confessa le sue amiche; i due si scambiano un bacio appassionato. Al ricevimento, Sofia Carlotta incontra potenziali candidate al matrimonio. Anche Re Ludovico, che non era stato invitato, appare e bacia Sofia Carlotta davanti a tutti. Dopo averle dichiarato il suo amore, Ludovika esige le nozze il prima possibile, mentre Sissi balla segretamente con il suo rivale, Georg. La madre di Linda, Adele, ex amante di Max, viene trovata morta. È stata colpita da un colpo di arma da fuoco e l'arma del delitto è scomparsa.
- Ascolti Italia: telespettatori 1 684 000 – share 15,50%[6]

## Episodio 4
- Titolo originale: Episode 4
- Diretto da: Sven Bohse e Miguel Alexandre
- Scritto da: Andreas Gutzeit, Elena Hell e Robert Krause

### Trama
La caposcuderia Linda Schwarz è sospettata dell'omicidio di sua madre, Adele, e viene arrestata dall'ispettore Hieronymus della polizia criminale di Monaco. Tuttavia, a Sissi rimane il dubbio sul movente. Interrogata sugli alibi, Ludovika scopre l'ex fidanzata di suo figlio Louis. Ludovico accusa Sissi di aver riportato indietro Linda. Sissi le rivela quindi il motivo: la scommessa di suo padre, con cui aveva perso al gioco il castello di Possenhofen.
In prigione, Linda confessa a Sissi di non essere tornata per i soldi, ma perché la ammira come donna forte che si afferma in un mondo dominato dagli uomini. Sissi chiede al Conte Grünne di provare l'innocenza di Linda. Inoltre, Ludovika ha mentito alla polizia, dicendo di non essere a Possenhofen al momento del crimine, come aveva affermato. Louis dice alla sua amante Henriette di essere stato nominato Ministro della Giustizia, ma che sposerà la figlia del Primo Ministro Mallinger. Henriette accetta l'unione formale e desidera rimanere la sua amante.
Ludovika chiede a George Basselet de La Rosée di annullare la corsa di cavalli programmata. Vuole iniziare una nuova vita a Vienna, alla corte di Sissi. Quest'ultima, d'altra parte, non vuole rinunciare a Possenhofen come suo ritiro e vuole che la corsa si svolga come inizialmente previsto. Sofia Carlotta è sconvolta perché Re Ludovico non l'ha più contattata dopo il ricevimento a Possenhofen. Secondo il Conte Grünne, tutte le prove indicano Linda come l'assassina di sua madre. Ha anche scoperto che Ludovika ha visitato una tomba senza iscrizione e senza alcuna iscrizione nel registro del cimitero. Sissi vuole che indaghi ulteriormente sulla questione.
- Ascolti Italia: telespettatori 1 436 000 – share 13,60%[7].

## Episodio 5
- Titolo originale: Episode 5
- Diretto da: Sven Bohse e Miguel Alexandre
- Scritto da: Andreas Gutzeit, Elena Hell e Robert Krause

### Trama
Sissi continua a insistere affinché la gara concordata con Georg per il castello di Possenhofen abbia luogo. Il conte Grünne ha poi scoperto che la tomba senza nome è quella di una bambina, forse la figlia di Ludovika. Ha anche rintracciato un testimone che afferma di aver visto Ludovika con Adele poco prima del crimine. Un'impronta di scarpa chiara sulla scena del crimine dimostra che Ludovika era presente. Ludovika dice a Sissi di essere stata al cimitero al momento del crimine, sebbene non ci siano testimoni. Ludovika afferma di non aver ucciso Adele. Uno stalliere testimonia che Max ha dato a Linda una pistola il cui calibro corrisponde a quello usato per uccidere Adele.
Luigi chiede al Primo Ministro Mallinger la mano di sua figlia Katharina. La relazione tra Luigi ed Henriette continuerà segretamente, in modo che ognuno possa perseguire la propria carriera. Luigi mette a disposizione di Enrichetta un appartamento come nido d'amore condiviso. Ludovika telegrafa a Vienna e chiede aiuto alla sorella, l'Arciduchessa Sofia. Dopo che Francesco viene a conoscenza della corsa di cavalli programmata, riporta Sissi a Vienna. Sissi informa Georg in una lettera dell'annullamento della corsa.
Dopo che Re Ludovico non ha più contattato Sofia Carlotta dal ricevimento a Possenhofen, lei gli fa visita di persona. Re Ludovico ritiene di non doverle alcun conto. Sofia Carlotta classifica quindi i candidati al matrimonio proposti dall'Arciduchessa Sofia in base alle proprie preferenze. Il gabinetto vota per Louis come successore del Ministro della Giustizia. Il voto è unanime a favore di Louis.
- Ascolti Italia: telespettatori 1 436 000 – share 13,60%[7].

## Episodio 6
- Titolo originale: Episode 6
- Diretto da: Sven Bohse e Miguel Alexandre
- Scritto da: Andreas Gutzeit, Elena Hell e Robert Krause

### Trama
Tornata a Vienna, Sissi accompagna Franz al ricevimento nelle Terre della Corona; la situazione è tesa a causa della crisi balcanica. Da Possenhofen, Sissi riceve la notizia che Ludovika si è consegnata all'ispettore Hieronymus. La responsabile della scuderia Linda Schwarz viene rilasciata. Sissi torna quindi in Baviera.
Sul sudario di una tomba di bambino scoperta da Grünne, Sissi trova le iniziali del nome completo di suo fratello Louis. Ludovika dice a Sissi che, secondo il diritto di proprietà della famiglia, la persona che per prima riesce a generare un successore riceve la maggior parte dell'eredità di Max in anticipo. Il figlio di Ludovika giaceva immobile nella culla dopo la nascita. Adele aveva dato alla luce un maschio due giorni prima, che era anche il figlio di Max. Sofia aiutò Ludovika a organizzare tutto. Quest'ultima dovette promettere ad Adele che l'avrebbe accettata nella vita di Max. In una lettera d'addio di Adele alla figlia Linda, che si dice abbia depositato presso un notaio poco prima della sua morte, annunciò il suo suicidio. Ludovika viene quindi rilasciata.
Sebbene Franz le abbia proibito di partecipare alle corse dei cavalli, Sissi insiste nella sua scommessa e nella corsa con Georg, che alla fine Sissi vince di misura. Quest'ultimo progetta di emigrare in America e chiede a Sissi se le piacerebbe andare con lui. Lei gli augura buona fortuna. Quando gli viene chiesto se le avrebbe permesso di vincere la corsa, lui risponde che avrebbero vinto entrambi. Luigi deve prestare giuramento come Ministro della Giustizia. Tuttavia, rifiuta l'incarico perché il suo cuore gli dice il contrario. Luigi vuole finalmente dichiarare pubblicamente il suo amore per Enrichetta. Re Ludovico si presenta a casa di Sofia Carlotta e le confessa di avere paura e di credere di non essere destinato a diventare re.
Sissi alla fine dice a Franz che non riusciranno a sopportare a lungo la corte viennese, anche se c'è un solo posto in cui si sente veramente a casa, ed è proprio lui.
- Ascolti Italia: telespettatori 1 436 000 – share 13,60%[7].